# Il terzo tempo (film 2013)
Il terzo tempo è un film del 2013, diretto da Enrico Maria Artale, alla sua opera prima, e prodotto da Aurelio De Laurentiis assieme al figlio Luigi.
Il film è stato presentato in concorso alla 70ª Mostra internazionale d'arte cinematografica di Venezia, nella sezione Orizzonti.

## Trama
Samuel è un adolescente problematico, con una madre tossicodipendente e un padre che non ha mai conosciuto. Ha trascorso gli ultimi anni della sua vita commettendo furti, rapine e aggressioni, entrando e uscendo dal riformatorio minorile. Dopo aver scontato l'ennesima pena, viene inserito in un programma di riabilitazione: ottiene la semilibertà e inizia a lavorare nell'azienda agricola di un paesino della provincia romana. Il suo supervisore è Vincenzo, un assistente sociale che, dopo la morte della moglie, fatica a ritrovare il proprio equilibrio. La sua vita si divide tra il lavoro, la figlia adolescente e la locale squadra di rugby che lui, ex giocatore professionista, allena. Samuel si adatta con difficoltà alle regole e ai nuovi ritmi di vita. Il suo rapporto con Vincenzo si rivela da subito problematico, ma è proprio l'assistente sociale a introdurlo nel mondo del rugby.
Il terzo tempo, che dà il titolo al film, nel rugby è quello che si svolge al termine della partita: un incontro tra squadre avversarie e tifosi. In un clima conviviale, basato sul fair play e sul riconoscimento del valore reciproco, si festeggia tutti assieme, a prescindere da chi ha vinto o perso. È proprio questa la fase più importante della partita, quella che insegna lo spirito di fratellanza e il rispetto dell'avversario. Valori che il giovane protagonista, classico bullo abituato a vivere in un mondo basato sulla legge del più forte, non ha mai appreso. Quella del terzo tempo è la prima regola del rugby che Vincenzo insegna a Samuel, mostrandogli per la prima volta un mondo dove il gioco di squadra è più importante delle azioni da solisti. Un universo in cui il ragazzo non si riconosce, ma a cui, pian piano, inizierà ad appassionarsi, come mai aveva fatto prima.

## Produzione

### Riprese
Il film è stato prodotto da Filmauro e da Centro Sperimentale di Cinematografia Production.
Le riprese sono state effettuate nella provincia di Roma, tra le località di Frascati, Grottaferrata, e in altre zone dei castelli romani.

### Colonna sonora
La colonna sonora è stata realizzata dai Ronin, e arrangiata insieme al regista, per la Warner/Chapell.

## Riconoscimenti
Il film è stato insignito del Premio Pasinetti Speciale come opera prima, assegnato dal SNGCI alla 70ª Mostra Internazionale d'Arte Cinematografica di Venezia.

## Distribuzione
Il film è uscito nelle sale, distribuito da Universal Pictures Italy, il 21 novembre 2013.